# لزه
 لزه روستای کوچکی از توابع بخش کیش شهرستان بندر لنگه استان هرمزگان واقع در جنوب ایران.
این روستا از شمال به سیم، از جنوب به لاز، از سوی باختر به قرط، و از سمت خاور به سفین محدود می‌گردد.
اهالی این روستا در فصل معینی از سال به صید مروارید فعالیت دارند، ولی شغل اساسی مردم ماهی‌گیری است.

## جمعیت
جمعیتش در حدود ۴۵ نفر می‌باشد که اهل سنت و از پیروان امام محمد ادریس شافعی هستند.
دارای مسجد، مدرسه، می‌باشد و بزبان عربی تکلم می‌کنند.